# 2009-es moldovai zavargások

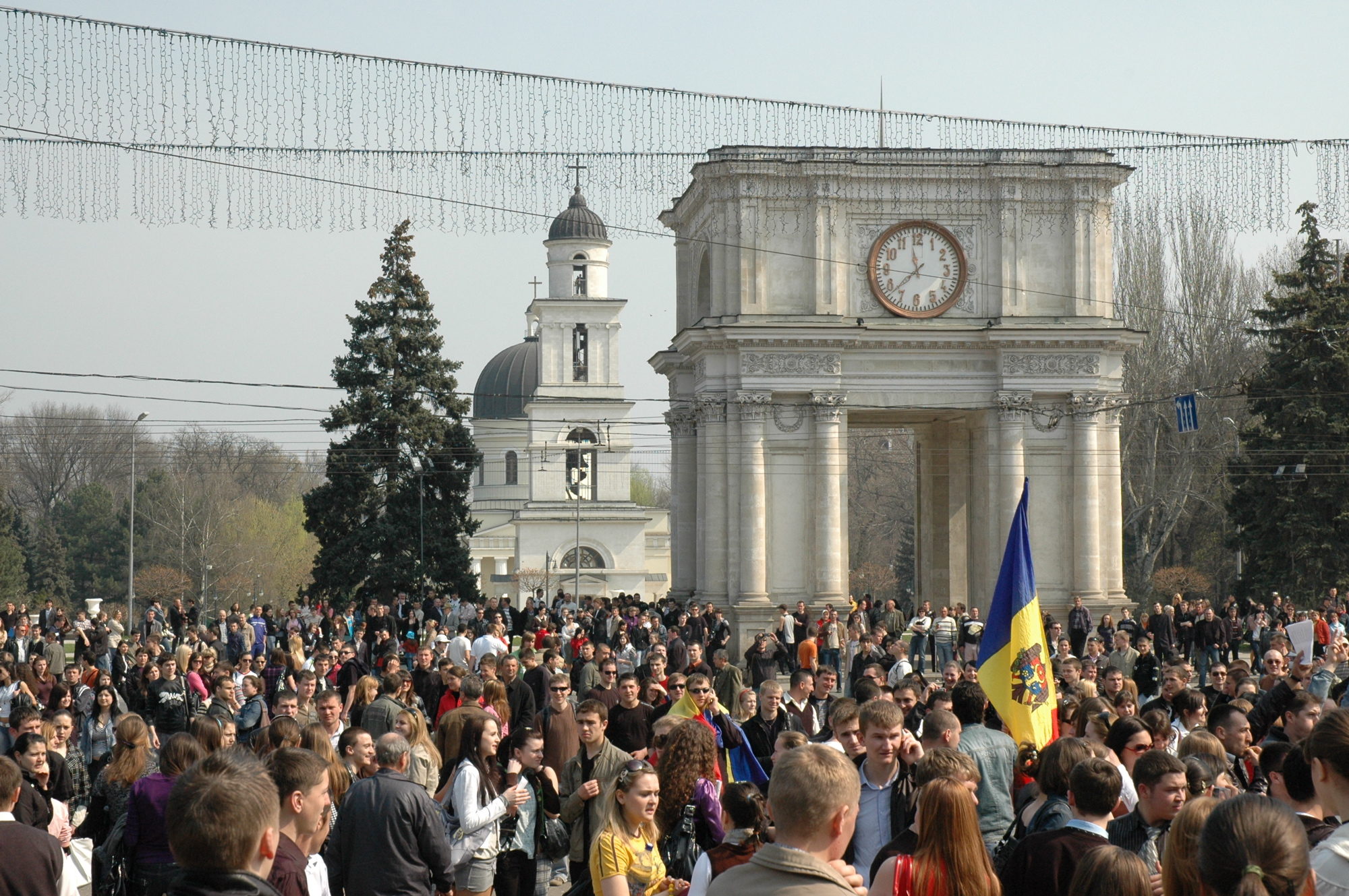
Tüntetők a Ștefan cel Mare sugárúton

A 2009-es moldovai zavargások 2009. április 7-én Moldova fővárosában, Chișinăuban, a 2009-es moldovai parlamenti választásokat követően törtek ki. A túlnyomórészt az önálló moldovai államiság helyett a Romániával való egyesülést preferáló demonstrálók azt állították, hogy a választásokon, amelyen a Kommunista Párt egymás után harmadszor nyert, szabálytalanságok történtek. A tüntetők megtámadták a parlament épületét és az elnöki palotát, ablakokat törtek be, bútorokat gyújtottak fel. Az EBESZ képviselői elítélték az erőszakot, egyúttal kijelentették, hogy a választások szabadon, átlátható módon zajlottak le. Más nagyvárosokban is hasonló tüntetések kezdődtek, például az ország második legnagyobb városában, Bălțiben is.
A tüntetők egy internetes közösségi hálózaton, a Twitteren keresztül szervezkedtek, így a megmozdulás egyik elnevezése a Twitter-forradalom lett.

## Előzmények
Moldova Európa legszegényebb országai közé tartozik, egyik legfontosabb bevételi forrása az Európában dolgozó vendégmunkásainak hazautalása. A Világbank adatai szerint a lakosság nem kevesebb mint 10%-a dolgozik külföldön. 1999 és 2006 között a vendégmunkások összesen mintegy 3,9 milliárd USD-t utaltak az anyaországba. Moldova lakossága valójában román nemzetiségű és nyelvű, csak a szovjet időktől kezdve lett hivatalosan önálló, moldáv nemzetiségű. Az önállósodás óta fokozatosan megerősödött a Romániával való egyesülés igénye, sőt ilyen körülmények között a lakosság egy része erősen pártolja is a Romániához történő csatlakozást, nem utolsósorban az Európai Unión belüli utazás megkönnyítése érdekében.
A belpolitikai színtér másik oldalán az ország függetlenségének megőrzésében érdekelt erők állnak, akik szerint létezik önálló moldovai nyelv és nemzetiség. Ők az ország önállóságának megőrzése mellett kívánják megerősíteni kapcsolataikat az Európai Unióval a tagság mint távlati cél kitűzésével. Legerősebb képviselőjük a rendszerváltás után is a Moldovai Köztársaság Kommunistáinak Pártja. Ez a párt, neve ellenére, nem sokban különbözik a Szovjetunió utódállamaiban általában hatalmon lévő pártoktól, amelyek mindenütt az új oligarchák vezetése alatt állnak, de sajátos helyi okok miatt megőrizték az SZKP hajdani helyi fiókszervezetének a nevét. Ez a körülmény nagyban megkönnyítette a románbarát erőknek, hogy harcukat egyszerűen kommunistaellenes küzdelemnek állítsák be a külföldi közvélemény előtt.
A két politikai csoportosulás közötti éles ellentétek a 2009-es választások során, mint már előzőleg többször is, a végletekig kiéleződtek. A zavargások azt követően kezdődtek, hogy a moldovai Központi Választási Bizottság (CEC) 2009. április 6-án bejelentette a választások előzetes eredményét. Ezek alapján az összes leadott szavazat közel felének megszerzésével a Moldovai Köztársaság Kommunistáinak Pártja nyerte meg a választást. A végleges eredmények azonban április 8-án azt mutatták, hogy a Kommunista Párt a szavazatok 49,48%-át szerezte meg, s ezzel 60 parlamenti helyet tudhatott magáénak. Ez egy hellyel kevesebb annál a háromötödös többségnél, amely az elnöki választás ellenőrzéséhez szükséges. Az ellenzék nem fogadta el a választás eredményét, azt állította, hogy a kormánypárt meghamisította az eredményeket, és a szavazatok újraszámlálását követelte.
A Moldovai Köztársaság Kommunistáinak Pártja 2001 óta van hatalmon. 2003-ban az ellenzéki pártok egy tüntetéssorozatot szerveztek, mikor az iskolákban a „román történelem” tantárgyat „moldovai történelemre” akarták lecserélni. A hallgatók több hónapig tiltakoztak, majd a kormány elállt a tervétől.
Petru Negură, a Moldovai Állami Egyetem és az École des hautes études en sciences sociales szociológiaprofesszora a felkelések gyökereként az etnikai identitászavart jelölte meg. Moldova lakosságának egy része moldávnak, mások románoknak tartják magukat.
Az EBESZ egyik jelentése megállapítja, hogy a választások alapjában véve szabadok és demokratikusak voltak. Ebben azonban az is benne volt, hogy a MID által biztosított, a szavazókorú lakosságról szóló adatok és a helyi választóirodáktól származó, névjegyzékbe felvettek száma között 160 000 fős nagyságrendű eltérés volt. Az EBESZ választási megfigyelőinek jelentése Moldovát egészében véve többpárti környezettel jellemzi, ahol a választóknak lehetősége nyílik eltérő politikát folytató pártok közül választani, és az Európa Tanács valamint az EBESZ ajánlásai többségének megfelel az ország politikai szerkezete. Emma Nicholson EP-képviselő, a megfigyelőcsoport tagja azonban értékelés miatt aggodalmának adott hangot, s azt állította, hogy nagyon erősek azon érzései, amelyek szerint valamilyen manipuláció történt, de erre semmilyen bizonyítékot nem tudott felmutatni. Kijelentette továbbá, hogy a szavazatok számlálása közben egy órakor a kommunistáknak csak 35%-nyi támogatottsága volt, míg a 15–16 ellenzéki pártnak 40–45%. Ezzel szemben 8 órára a helyzet radikálisan megváltozott, s ekkorra a kommunisták támogatottsága 50%-ig emelkedett. A Kommunista Párt 2001 óta hatalmon van. Nicholson, aki a 280 EBESZ-megfigyelő egyike volt, és aki saját bevallása szerint bővítéspárti az Európai Unióval kapcsolatban, Moldova bajai miatt Oroszországot hibáztatta, és felkérte a nyugati országokat, hogy avatkozzanak közbe a dolgok itteni folyásába, és segítsenek abban a tüntetőknek, hogy Moldova ne süllyedjen olyan mélyre, hogy még a jövőbeni kilátásai is reménytelenek legyenek. Nicholson azonban a választási csalásokkal kapcsolatban a következőket is hozzátette: „Nem találtunk rá bizonyítékot”. A többi 279 megfigyelő egyike sem nyilatkozott Nicholsonhoz hasonlóan. Petrosz Eftimiu, az EBESZ parlamenti tanácsi küldöttségének vezetője és az EBESZ speciális, rövid távú megfigyelői koordinátora úgy nyilatkozott, most már jobban érti a moldovai választási eljárást. „Elégedett vagyok a demokrácia fejlődésével Moldovában. A választások nagyon jók voltak, ez bizalmat adott nekem az ország jövőjét illetően.”
A választók beszámoltak olyan csalási esetekről is, amikor elhalálozott és jelen nem lévő szavazók nevében is adtak le szavazatokat.
Vladimir Socor román politológus szerint a választásokat egészébe véve pozitívan lehet értékelni, azonban néhány olyan észrevételt lehet tenni, amelyek érdemben nem változtatják meg a kialakult eredményt. A választásokat megelőző közvélemény-kutatások a Kommunista Párt kényelmes győzelmét jelezték előre, az egyetlen bizonytalansági tényező csupán a megszerzett fölény mértéke volt. Borisz Kagarlickij orosz baloldali filozófus szerint a kormányt semmilyen politikai értelemben nem lehet kommunistának nevezni. A moldovai szélsőbal és a tbiliszi jobboldali kormánynak azonos a társadalompolitikája.
Az ellenzéki pártok kimutatták, hogy a választásra jogosultak névjegyzékén 300 000-rel több ember neve szerepelt, mint ahányan az előző választásokon fel voltak tüntetve. Mindez annak ellenére történt így, hogy az ország lakossága közben fogy. Ezen kívül azzal vádolták a moldovai hatóságokat, hogy nagyjából 400 000 újabb szavazatot rögzítettek az elmúlt két hónapban, s ezzel megváltoztatták az eredményt.

## Zavargások
Chișinăuban az első tüntetések, amiket egy 25 éves moldovai újságíró, Natalia Morar villámcsődületnek szervezett meg, már 2009. április 6-án késő délután elkezdődtek, majd másnap, április 7-én folytatódtak. A tüntetés megszervezésében jelentős szerepe volt az internetnek. A Twitteren a tüntetések kezdetekor az alábbi tweet jelent meg robintel felhasználótól: „Chișinăut katonák vették körül. Az emberek tüntetnek. Az Egyesült Államok szerint a választások megfeleltek a szabályoknak. Nem egészen”. Közben a Facebookon kommunistaellenes csoportok alakultak.
A tüntetések első napján körülbelül 10 000 fő vett részt a megmozdulásokon, számuk a második napra mintegy 30 000-re nőtt. A tüntetőket döntő többségben diákok és fiatalok alkották, akik a város központjában, a Nagy István moldvai fejedelemről elnevezett sugárúton gyűltek össze. A tüntetők olyan internetes közösségi oldalak segítségével szerveződtek, mint amilyen a Twitter és a Facebook. A bejelentett eredmény elleni tüntetés a rendőrökkel való összetűzésbe fordult át. A rendőrök könnygázt és vízágyút vetettek be, de a tüntetők nagy száma miatt alulmaradtak. A tüntetők betörtek a közeli parlament épületébe és az elnöki palotába. Az épületbe a betört ablakokon keresztül jutottak be, majd ezt követően iratok és bútorok segítségével felgyújtották az épületet. Az este folyamán később a rendőrök visszafoglalták a tüntetők által megszállt parlamentet és elnöki palotát.
A tüntetők zászlókat lengettek, Nyugat- és Románia-barát jelszavakat, valamint kommunista- és kormányellenes rigmusokat skandáltak, mint például „Európát akarjuk!”, „Románok vagyunk!” és „Le a kommunizmussal!”.

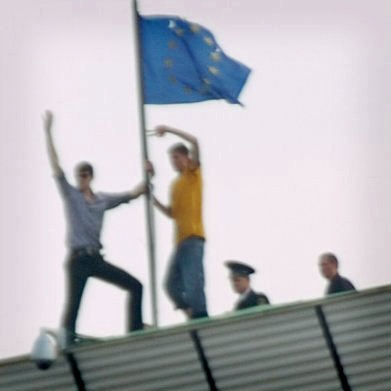
Az EU zászlaja a chișinăui kormányzati épületen

Két tinédzser, Ion Galațchi és Dragoș Mustețea, állítólag a rendőrök jóváhagyásával, a moldovai zászlókat román és európai uniós zászlókkal cserélt ki. Úgy gondolták, így a tömeg lecsillapodik.
A fővárosi baleseti kórház több mint 78 sérültről számolt be, akik közt voltak tüntetők és rendőrök is, míg a moldovai elnök szerint ennél sokkal többen, 270-en sebesültek meg. A moldovai ellenzék a hivatalokat arra szólította fel, hogy írjanak ki új választásokat, a tüntetőket pedig arra, hogy hagyják abba az erőszakot. A moldovai televízió közölte, hogy amikor a tüntetők felgyújtották a parlament épületét, egy nő szén-monoxid-mérgezésben életét vesztette. Később azonban közölték, hogy egy orvosi csoport megmentette a nő életét. Kórházba került többek között Andrei Ivanțoc, aki a Dnyeszter Menti Köztársaságban politikai fogoly volt.
Április 7-én este a felkelők megszervezték a Nemzeti Megmentő Bizottságot, melynek diákok és civil szervezetek képviselői voltak a tagjai, politikus nem volt köztük. Nicolae Dabija író, a bizottság egyik alelnöke azt nyilatkozta, hogy a bizottság tervezett célja az új választások megszervezése.
Április 8-án hajnali 1 óra körül a rendőrök körülvették a megmaradt tömeget, és 193 résztvevőt letartóztattak. Őket huliganizmussal, fosztogatással, rablással gyanúsították meg. A nap folyamán további őrizetbevételek történtek, a tüntetőket megverték, és rendőrautókba kényszerítették őket. Számos felvétel is arról tanúskodott, hogy tüntetőket visznek el a tömegből, és civil ruhás, rendőröknek tűnő emberek ütik őket.
Április 7-én Serafim Urechean, a Mi Moldovánkért Szövetség vezetője közölte, hogy egy találkozón beszélt Vladimir Voronin elnökkel, akinek elmondta, hogy a biztonsági szolgálat emberei irányítják a tüntetéseket. Voronin megkérdezte: „Egész biztosan így gondolja?” Urechen válasza ez volt: „Igen, ez nagyon biztos. Egészen biztos vagyok abban, hogy ezt az egyik biztonsági szolgálat szervezte. Hogy melyik? Nem tudom. Ön felelős az országért, erre önnek kell tudnia a választ.” Petru Lucinski volt moldovai elnök azonban az erőszakos cselekményeket spontán összeverődött, vezető nélküli fiatalok cselekedeteinek tekinti, akik – nézőpontja szerint – csalódtak a sivár moldovai demokráciában. Szerinte nem kell messzebb tekinteni ahhoz, hogy megmagyarázzák a zavargásokat, és a mozgalomnak nincs vezetője. A tüntetők egyik része békés irányba haladt, míg a másik egy erőszakos megoldást tekintett helyesnek.
Az Amnesty International azzal vádolta a moldovai kormányzatot, hogy a rendőrség akcióival megsértette az emberi jogokat. Ezt azzal követte el, hogy több száz tüntetőt, köztük gyermekeket is, válogatás nélkül bebörtönzött. A foglyokat kínzásoknak vetették alá, és durván bántak velük. Az esetről a szervezet memorandumot adott át a kormánynak.
Április 8-án, kedden Bukarestben is tüntettek Románia és Moldova egyesüléséért. A tüntetők között román és moldovai diákok is voltak.
Április 9-én a moldovai főügyész irodája felkérte Ukrajnát, hogy adja ki azt a Gabriel Stati moldovai üzletembert, akit a moldovai kormány azzal vádolt, hogy részt vett a zavargások szervezésében és finanszírozásában. Stati egy másik feltételezett elkövetővel, Aurel Marinescuval együtt volt őrizetben, mert állítólag olyan előkészületekben vettek részt, amelynek célja a moldovai kormánytól a hatalom átvétele lett volna.
Román források szerint a moldovai hatóságok állítólag továbbra is zaklatták az Antenna 3, a Román Televízió riportereit és a Gândul újság tudósítóit. Április 10-én ugyanezen hatóság tagjai a híresztelések szerint letartóztatták és elrabolták a Jurnal de Chișinău főszerkesztőjét, Rodica Mahut és a Román Televízió moldovai ideiglenes helyszíni tudósítóját, Doru Dendiut, mivel azt állították, hogy ők is részt vettek a tüntetések szervezésében. Mahut és Dendiut azonban még aznap elengedték a rendőrségi megfigyelés helyszínéről. Egy másik újságírót, Natalia Morart házi őrizetben tartottak.
Április 11-én a moldovai belügyminiszter bejelentette, hogy a tüntetésben való részvétel miatt 295 embert vettek őrizetbe.
Április 12-én vasárnap a tüntetés tovább folytatódott, s ekkor nagyjából 3000 ember gyűlt össze azon a központi téren, ahol Chișinău polgármestere, Dorin Chirtoacă arról tartott beszédet, hogy a fiatalok visszautasítják a kommunizmust, mivel „értik, hogy a jövőjüket már ellopták”. Azok a hallgatók, akiket az előző tüntetéseken való részvételük miatt szankciók értek, most nem voltak ott a helyszínen.
Április 13-án Chișinău polgármestere a moldovai letartóztatásokkal kapcsolatban felhívást intézett a nemzetközi szervezetekhez, amelyben azt állította, hogy a tüntetőket kínozzák, nem biztosítják annak lehetőségét, hogy ügyvéddel beszéljenek, a nem-kormányzati szervek pedig nem léphetnek be a büntetés-végrehajtási intézetekbe. Mindehhez hozzátette azt is, hogy a fogvatartottak tényleges száma nagyobb a hivatalos adatokban szereplőnél, mivel a sajtó listáján az eltűnt tüntetők száma meghaladja a 800-at.
Az ENSZ egyik jelentése szerint – amely egy büntetés-végrehajtási intézetben tett látogatás eredményeit foglalja össze–, a zavargások kitörése óta több száz embert vettek őrizetbe, akiket kegyetlen, embertelen, megalázó bánásmódnak vetettek alá. A foglyokat furkósbottal, vizes üvegekkel, ököllel ütötték, lábbal rugdosták. Nem adtak nekik enni, nem beszélhettek jogi képviselőjükkel, majd közös váddal állították őket bíróság elé, és hatukat kollektívan ítéltek el. Az ENSZ képviselőit több ilyen intézménybe annak ellenére nem engedték be, hogy a jogszabályok szerint jogukban áll ilyen látogatásokat eszközölni. Edwin Berry, az ENSZ moldovai emberi jogi tanácsadója azt mondta, hogy a látogatás ideje alatt a börtönben majdnem mindenkin fel lehetett fedezni olyan nyomokat, amelyek arra utaltak, hogy megütötték őket.
Április 15-én Voronin elnök általános amnesztiát hirdetett, és azt ígérte, véget vetnek minden fajta, az utcai zavargásokkal kapcsolatos bűnvádi eljárásnak. Április 16-án az ukrán legfőbb ügyész hivatala úgy döntött, hogy Statit és Marinescut kiadják Moldovának. Chirtoacă közölte, hogy április 17-ig nem engedtek szabadon tüntetőt.
Marian Lupu, a moldovai parlament házelnöke elismerte, hogy a bebörtönzött tüntetőket a rendőrök valóban brutálisan bántalmazták, egyúttal bejelentette, hogy az érintett rendőröket nem éri majd bántódás, mert rájuk is vonatkozik Voronin elnök amnesztiája.

## Halottak
A zavargásoknak hivatalosan négy halottja volt.
Egy 23 éves tüntető, Valeriu Boboc, őrizetbe vételét követően a rendőrségen meghalt. A rendőrök azt állították, hogy a tüntetés alatt belélegzett füstből eredő mérgezés következtében vesztette életét, de családja szerint a rendőrök agyonverték, a teste tele volt erre utaló nyomokkal. Egy másik tüntetőt, Ion Țâbuleacot is több alkalommal bántalmazták, és állítólag kidobták a Moldovai Belügyminisztérium autójából. Kórházba szállítása után kiderült, hogy öt bordája és a lába eltört, és komoly zúzódásai voltak. Másnap meghalt.
A harmadik tüntető, Eugen Țapu holttestét a rendőrök április 16-án adták át a hozzátartozóknak. A hivatalos vizsgálatok a halál okaként fulladásos halált állapítottak meg, amit önakasztás okozott. A hozzátartozók ezt vitatják, mivel nem volt a nyakán erre utaló jel.
Maxim Canişev április 8-án halt meg, de holttestét csak április 18-án találták meg a Ghidighici-tónál. Halálának oka gerinctörés volt.

## Kormányzati reakció

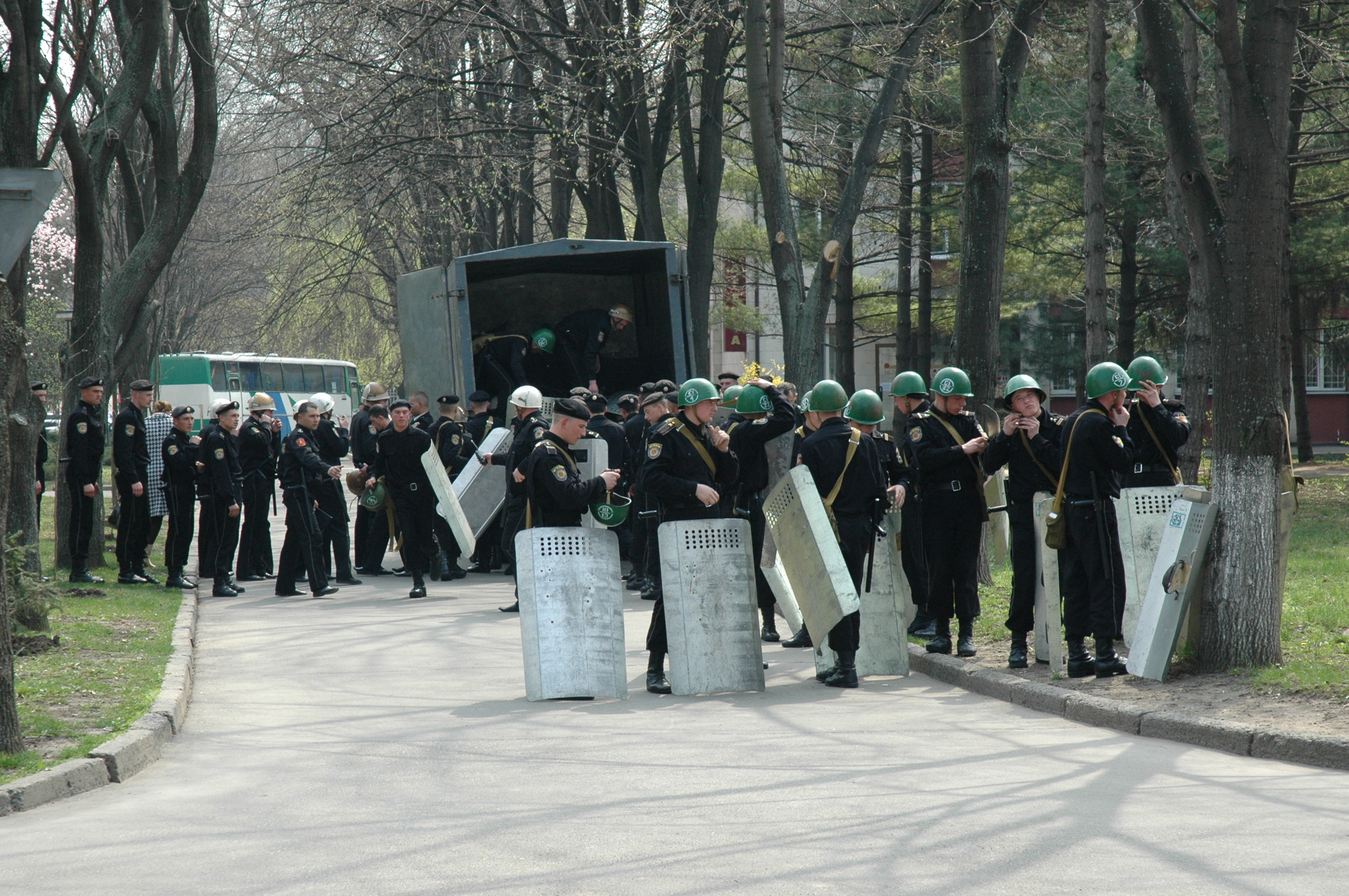
Moldovai biztonsági erők 2009. április 7-én

Vladimir Voronin moldovai elnök egyik 2009. április 7-i beszédében államcsínynek minősítette a fővárosban történteket, melyet állítása szerint „egy maréknyi részeg vagy dühös fasiszta szervezett”. Emellett kijelentette, hogy a moldovai hatóságok megvédik magukat a „pogrom vezetőivel szemben”.
Az elnök felszólította továbbá a Nyugatot, hogy segítsen a rend helyreállításában és a konfliktus megoldásában.
Április 8-án reggel Voronin elnök még román nacionalistákat sejtett a felkelések hátterében. Emiatt vízumkényszert vezetett be a román állampolgárokkal szemben, Románia moldovai nagykövetét, Filip Teodorescut, nemkívánatos személynek nyilvánította, s felszólította, hogy 24 órán belül hagyja el az országot.
Április 7-én lezárták a határokat Románia és Moldova között. A Romániában tanuló diákok és a nemzetközi sajtó képviselői nem léphettek be az országba. Ezen felül 600 000 olyan embertől tagadták meg a belépést, akik moldovai–román kettős állampolgársággal rendelkeznek. Emiatt a reggeli órákban mintegy 150 Romániában tanuló moldovai egyetemista a seculeni határátkelőnél tiltakozásképpen a román himnuszt énekelte, és kommunistaellenes jelszavakat skandált. Később a moldovai hatóságok megnyitották a seculeni határátkelőt de csak azután, hogy Vladimir Voronin moldovai államfő vízumkényszert jelentett be a román állampolgárokkal szemben. Másnap a két ország közti vasúti kapcsolatokat „technikai problémák miatt” egy ideig szüneteltették.
A zavargások elfajulását és a parlament felgyújtását követően Voronin úgy nyilatkozott, hogy „mi megpróbáltuk elkerülni a vérontást, de ha a tegnapi helyzet megismétlődik, mi annak megfelelően fogunk válaszolni”.
Április 8-án később Voronin azzal vádolta meg a tüntetőket, hogy azok polgárháborút akartak kirobbantani, s ezzel a folyamattal elárulják Moldovát. „A moldáv nép most találkozhatott olyan helyzettel, amikor az ellenzék elárulta saját népét és saját országát. Mindezt azzal követték el, hogy nyilvánosan polgárháborút szítanak. Az egész ország láthatta, hogy nincs Moldovában semmiféle ellenzék – sem antikommunista, sem, Voronin-ellenes. Csak egy ellenzék van, az állam ellenzéke.” Az elnök a következőket mondta a román zászló kihelyezéséről: „Ami tegnap történt, az kitörölhetetlen gyalázat a rendőrségünkre nézve. Az egész moldovai nemzet saját szemével láthatta a legnagyobb, a nemzet szuverenitása és demokráciája ellen elkövetett megalázást, mikor az állami előírásokat megszegve eltávolították az ország lobogóját a parlament és az elnöki hivatal előtt álló árbócrudakról, s helyette a román lobogót feszítették ki.” A spanyol El Pais napilapnak adott egyik interjújában amiatt fejezte ki aggodalmát, hogy néhány, elsősorban Chișinăuban oktató pedagógus „Ion Antonescu követőjeként” rombolja a közhangulatot.
2009. április 10-én Voronin felkérte az Alkotmánybíróságot, hogy a hatóságoknak tegye lehetővé a szavazatok újraszámlálását, ahogy azt a tüntetők kérték. A bíróság válaszában kijelentette, hogy 2009. április 12-én foglalkozik a kéréssel. Április 12-én úgy döntöttek, hogy szabad utat engednek a leadott szavazatok újraszámlálásához. Ennek időpontját április 15-ére tűzték ki.
Április 14-én Serafim Urechean bejelentette, hogy a három legnagyobb ellenzéki párt nem vesz részt az újraszámlálásban, mivel attól tartanak, hogy a kormányzat fel akarja használni az alkalmat arra, hogy összességében 61 helyet szerezzen meg, ami elegendő ahhoz, hogy új elnököt válasszanak.

## Nemzetközi reakciók
A Dnyeszter Menti Köztársaság elnöke, Igor Szmirnov azzal vádolta a moldovai kormányt, hogy elmulasztotta megvédeni a transznyisztriaiakat a nacionalizmustól.
Az Európai Unió külügyekért felelős biztosa, Javier Solana az erőszak és a provokációk abbahagyására figyelmeztette a szemben álló feleket. Kifejtette, hogy „a kormányzati épületek elleni támadások elfogadhatatlanok”. Hozzátette, hogy „a nemzetközi megfigyelők előzetes jelentésükben kijelentették, hogy a választások eleget tettek a nemzetközi elvárásoknak és megállapodásoknak, ugyanakkor még további vizsgálatok szükségesek”. A cseh elnökség mély aggodalmának adott hangot a moldovai fejlemények kapcsán, s felhívta Moldova kormányát, az ellenzéket és az embereket, hogy tartózkodjanak minden olyan cselekedettől, ami elmélyítheti az országban kialakult válságot. Az Európai Baloldal Voronin elnököt szolidaritásáról biztosította, s kijelentette, hogy az Európai Biztonsági és Együttműködési Szervezet maga is elismeri, hogy a választások megfelelnek a nemzetközi előírásoknak. Azt azonban természetesen megértik, hogy mindenkinek joga van saját véleményét szabadon kifejezni, arra viszont nincs elfogadható indok, hogy a parlament épületén belül ilyen zavargás és rongálás történjék. Marianne Mikko, az Európai Parlament tagja, a moldovai küldöttség vezetője új választások kiírására szólította fel az illetékeseket, és hangsúlyozta az egyenlő választójog biztosítását minden moldovai számára. Az Európai Parlament bejelentette, hogy Moldova május 7-én Prágában részt vehet a Keleti Kapcsolatok csúcstalálkozóján, ahol az EU ismét felveszi az országgal a kapcsolatokat.
A német szociáldemokrata Gert Weisskirchen és Markus Meckel azt állította, hogy a moldovai hatóságoknak meg kellene fontolniuk a választások ismételt megtartását, és fel kellene hagyni az olyan feltételezésekkel, melyek szerint a felkelést külföldi erők irányítják. Azt is megállapították, hogy a hatalmon lévő Vladimir Voroninnak nagy a felelőssége a tüntetések kialakulásában.
Az Oroszország külügyeiért felelős orosz miniszterhelyettes, Grigorij Karaszin úgy nyilatkozott, hogy Oroszország aggódik a moldovai fejlemények miatt, míg Alekszej Osztrovszkij, az Állami Duma elnöke a nyugati titkosszolgálatokat hibáztatta, mert szerinte megpróbálták destabilizálni a FÁK tagállamaiban a társadalmi helyzetet annak érdekében, hogy az országot az NATO felé tereljék. Azt is állította, hogy a negatív folyamatokat Románia gerjeszti azért, hogy eltüntesse Moldovát, s létrehozzon egy egységes román államot. Az orosz külügyminisztérium április 8-án nyilatkozatot tett közzé, amelyben a következő állt: „A tereken kiabált szlogenekből, e megmozdulások szervezőinek kezében lobogó román zászlókból arra lehet következtetni, hogy céljuk a Moldova szuverenitása irányába tett előrelépések visszavonása. Az orosz külügyminisztérium reméli, hogy visszatér a józan ész, a következő pár nap alatt helyreállítják az alkotmányos közrendet, és a moldovaiak döntését minden felelős politikai erő el fogja ismerni.” Szergej Viktorovics Lavrov, Oroszország külügyminisztere felkérte az EU-t, hogy avatkozzon közbe, s remélte, hogy az Európai Unió és Románia vezetése – amely nyilvánosan elítélte az erőszakot – megtesz mindent annak érdekében, hogy biztosítsák, román zászlók és orosz szlogenek alatt nem fogják aláásni a moldovai állam létét.
Románia osztotta az Unió véleményét, és sürgette a zavargások beszüntetését. Több ezer bukaresti gyűlt össze az Egyetem téren, hogy kinyilvánítsák a moldovai tüntetőkkel érzett szimpátiájukat. Ezen felül több száz tüntető demonstrált Románia nagyobb városaiban is, mint például Jászvásáron, Temesvárott, Kolozsvárott, Brassóban, Craiovában, Szucsávában, Bákóban, Galațiban, Nagyszebenben és Petrozsényben.
Románia úgy minősítette a moldovai kormányzat intézkedéseit, hogy azokban olyan megkülönböztető, diszkriminatív elemek vannak, amelyek Moldovában a románokat sújtják. A kötelező vízumról úgy nyilatkoztak, hogy az egy erőtlen próbálkozás, ezzel együtt Moldova megsértette az Európai Unióval a vízummentességről kötött megállapodást is. Románia bejelentette, hogy nem fog ellenintézkedést tenni. Traian Băsescu elnök közölte, hogy bár Moldova megpróbál vasfüggönyt húzni a Prut mentén, ám Románia felelősségteljesen fog viselkedni a négymillió, Moldovában élő román állampolgár irányában. A román kormány megváltoztatta azt a rendeletet, ami alapján a román felmenőkkel rendelkezők (a legtöbb moldovai ebbe a kategóriába tartozik) román állampolgárságot kapnak. Az új jogszabály ezt azoknak teszi lehetővé, akiknek egyik üknagyszülője (az addigi rendelkezés nagyszülőket írt) román állampolgár volt. A kérelemre legfeljebb öt hónapon belül kell választ küldeni. A lépést a brit euroszkeptikusok azzal támadták, hogy ennek és az Európai Unió vízummentes utazási politikájának következtében több millió gazdasági menekült indul meg az Egyesült Királyságba.
A román külügyminisztérium provokációnak nevezte azt a moldovai állítást, hogy Románia beavatkozott Moldova belügyeibe. A közleményben kifejtették, hogy „Elfogadhatatlan, hogy a chișinăui kommunista hatalom megpróbálja Romániára és a román állampolgárokra hárítani a felelősséget a Moldovai Köztársaság belső problémáiért”.
Jurij Lucenko ukrán belügyminiszter bejelentette, hogy megnövelik a moldovai határszakaszon szolgálatot teljesítő határőrök létszámát. „Rögtön a Chișinăuban történő események kirobbanását követően az Odesszai területen az ukrán határőrség jelentős mértékben megnövelte jelenlétét az ukrán–moldovai határszakaszon. Ennek az volt a célja, hogy megakadályozzák, hogy ukrán nemzetiségű fegyveres szélsőségesek jussanak be Ukrajna területére.” Ukrán rendőrök és vámosok két moldovai állampolgárt vettek őrizetbe, mivel állítólag részt vettek a moldovai vezetés eltávolítására irányuló előkészületekben. Egy héttel később megtörtént kiadatásuk.
Az Amerikai Egyesült Államok külügyminisztériumi szóvivője, Robert Wood a következőket mondta: „Alapjaiban véve egyetértünk az EBESZ megállapításaival”. Asif Chaudhry, az események utolsó napjaiban Moldovába küldött amerikai nagykövet aggodalmát fejezte ki a letartóztatások miatt. Hallgatók és aktivisták karókat állítottak fel Bostonban, New Yorkban és Washingtonban, mindezzel tiltakozva a hatalmon lévő Kommunista Párt győzelme ellen.

## A zavargások utáni hónapok
A zavargások után politikailag megosztott maradt az ország. A parlament nem tudta megválasztani az új köztársasági elnököt, ezért azt feloszlatták, és új választásokat írtak ki. A július 29-én megtartott választásokon újra a kommunisták nyertek, de csak 45,1%-kal. Így mindössze 48 képviselőt delegálhattak a 101 fős parlamentbe, és még távolabb kerültek attól, hogy ők választhassák az elnököt. Az ellenzéki pártok létrehozták a Szövetség az Európai Integrációért elnevezésű tömörülést.

## Öröksége
- A zavargásoknak emléket állítva tervezik egy Szabadság Emlékműve elnevezésű alkotás felállítását.[117][118]
- Stela Popa 100 de zile című regényét (ISBN 978-973-733-392-6, 464 oldal) 2010. április 7-én, a zavargások kirobbanásának első évfordulóján mutatta be.[119]
- A román szenátus Valeriu Boboc-díjat alapított, amelyet évente adnak át.[120]

## Képek

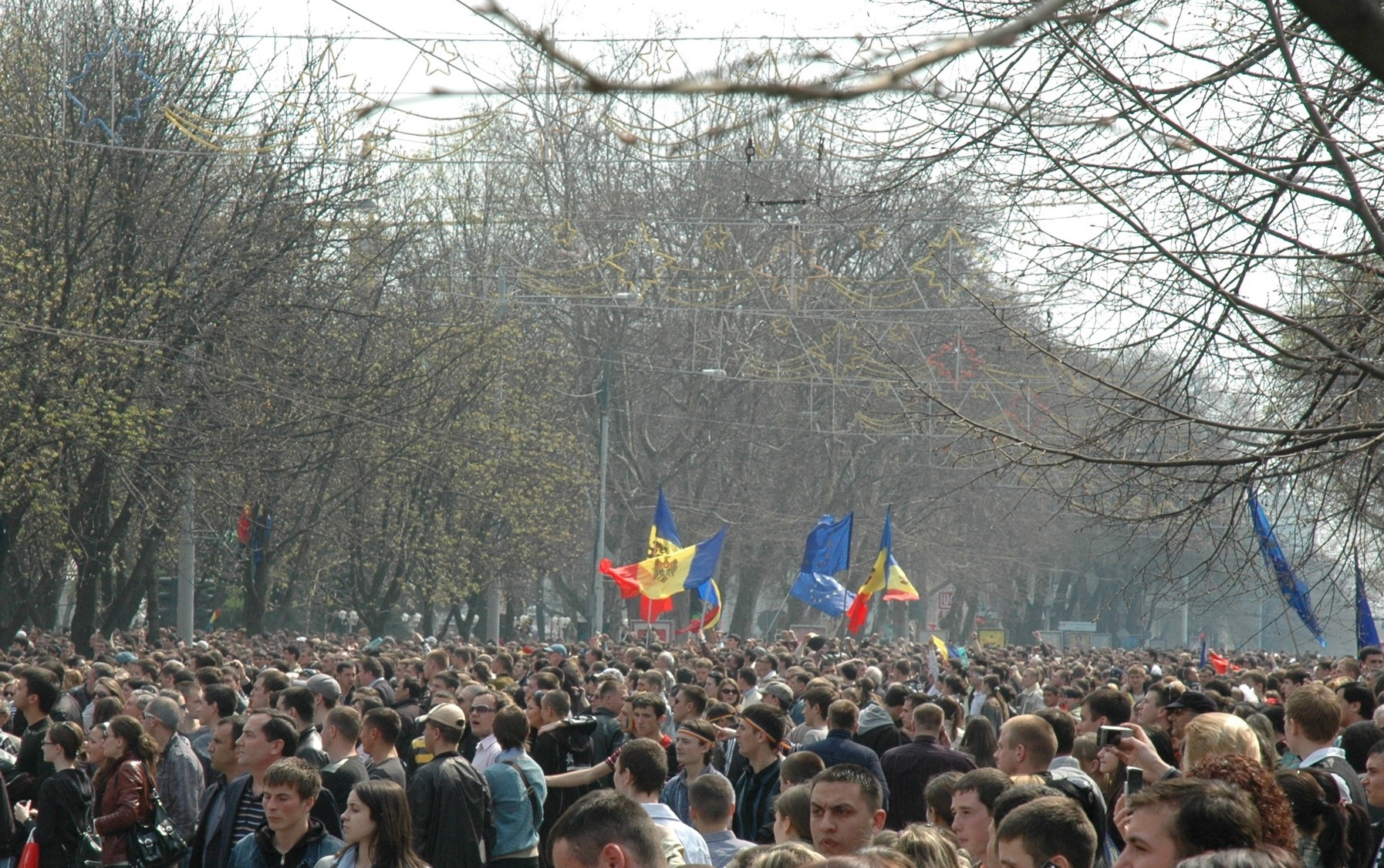
Tüntetők a Ștefan cel Mare sugárúton
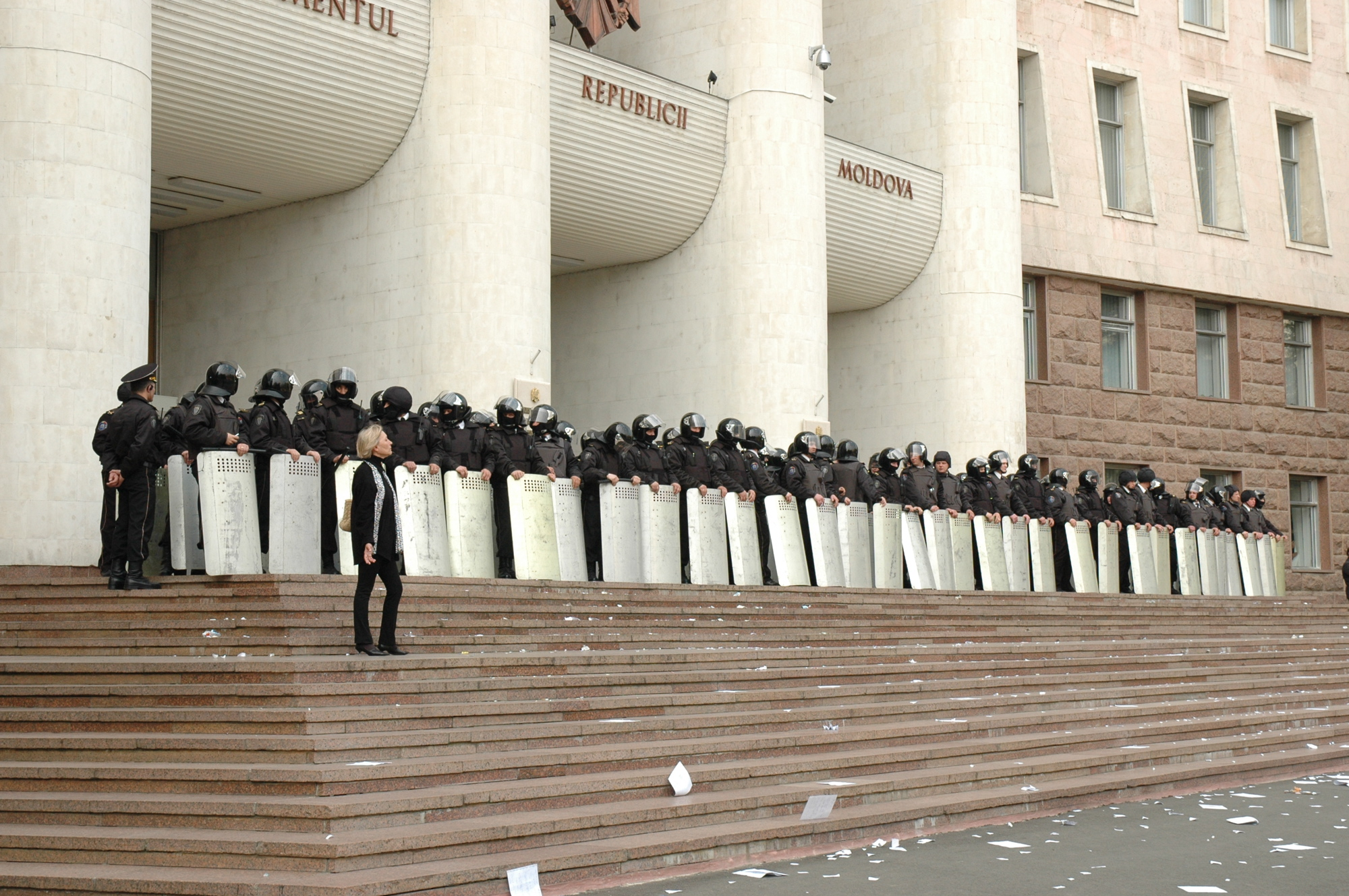
Rohamrendőrök őrzik a parlament bejáratát
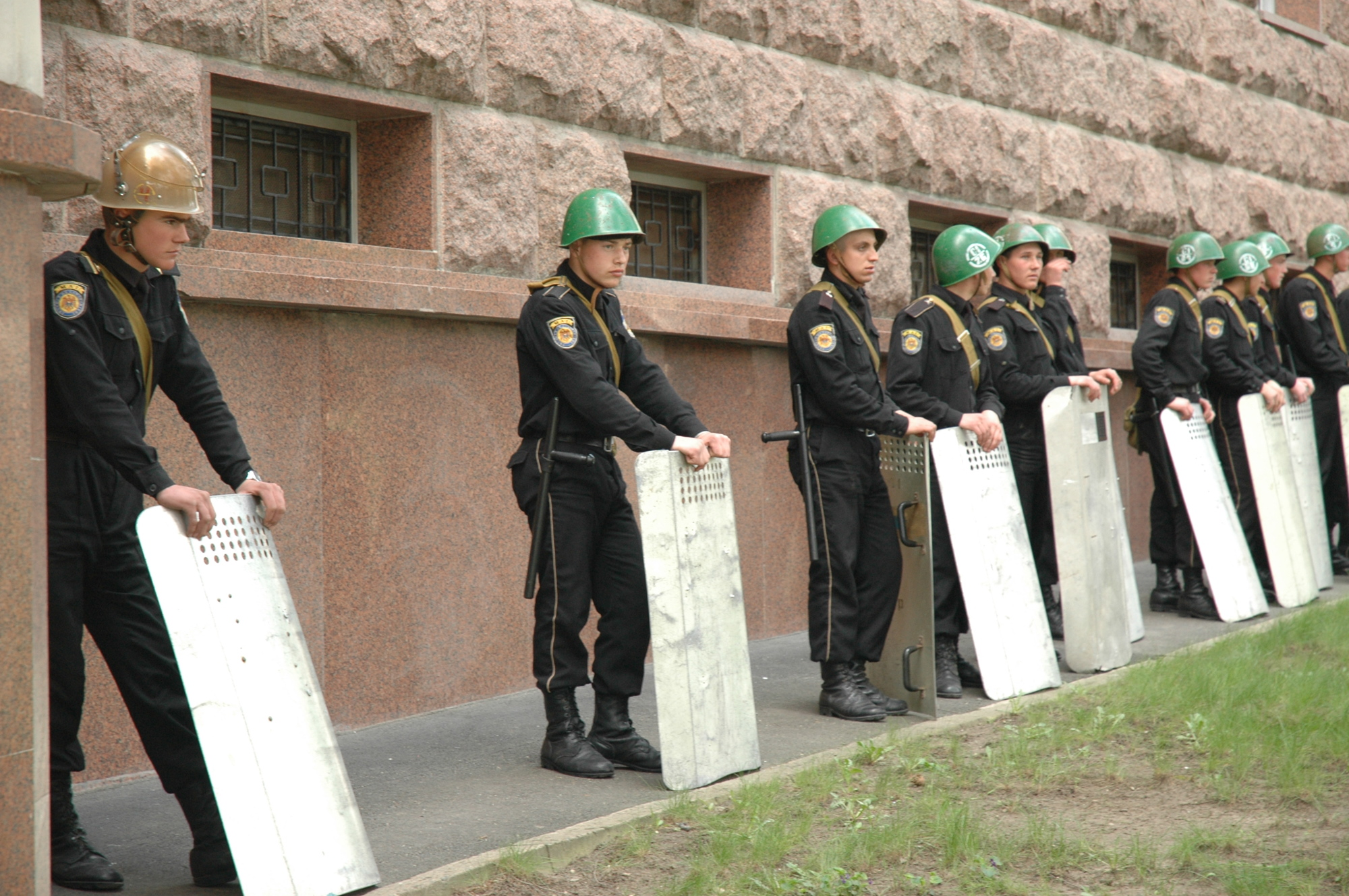
A belügyi csapatok katonái a parlamentnél
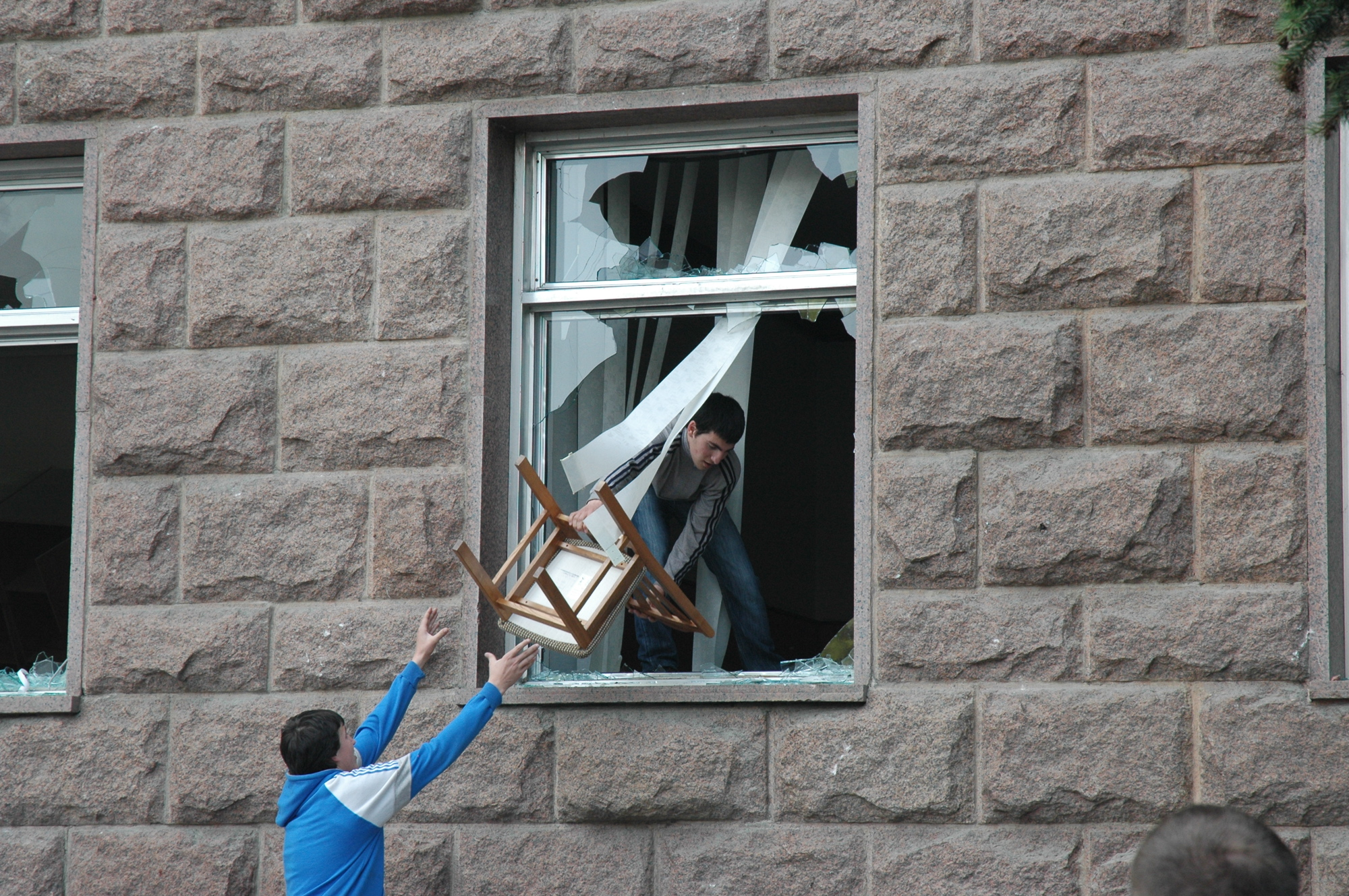
A tüntetők berendezési tárgyakat visznek ki a parlament épületéből
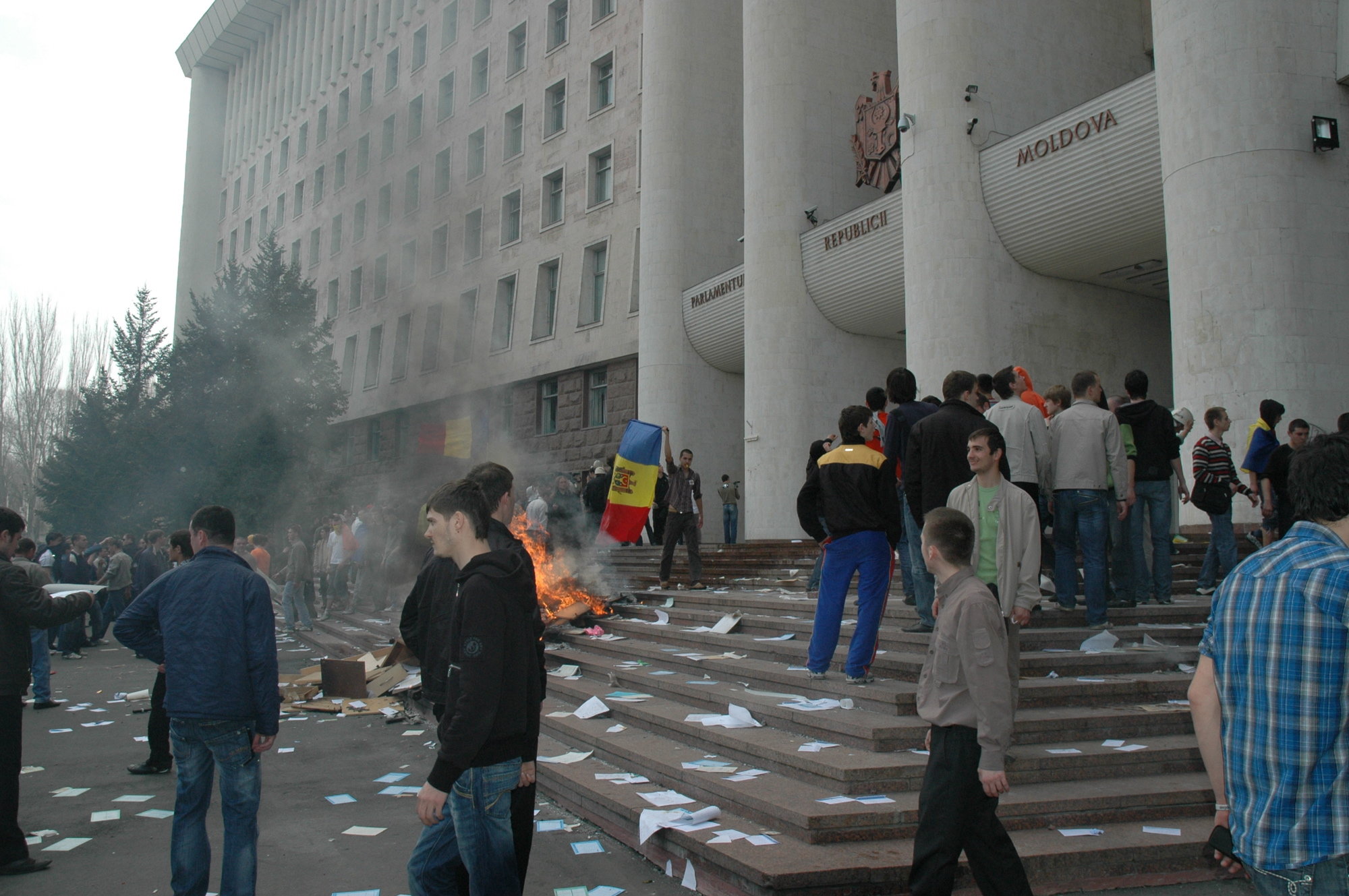
Égő bútorok és iratok a parlament lépcsőin
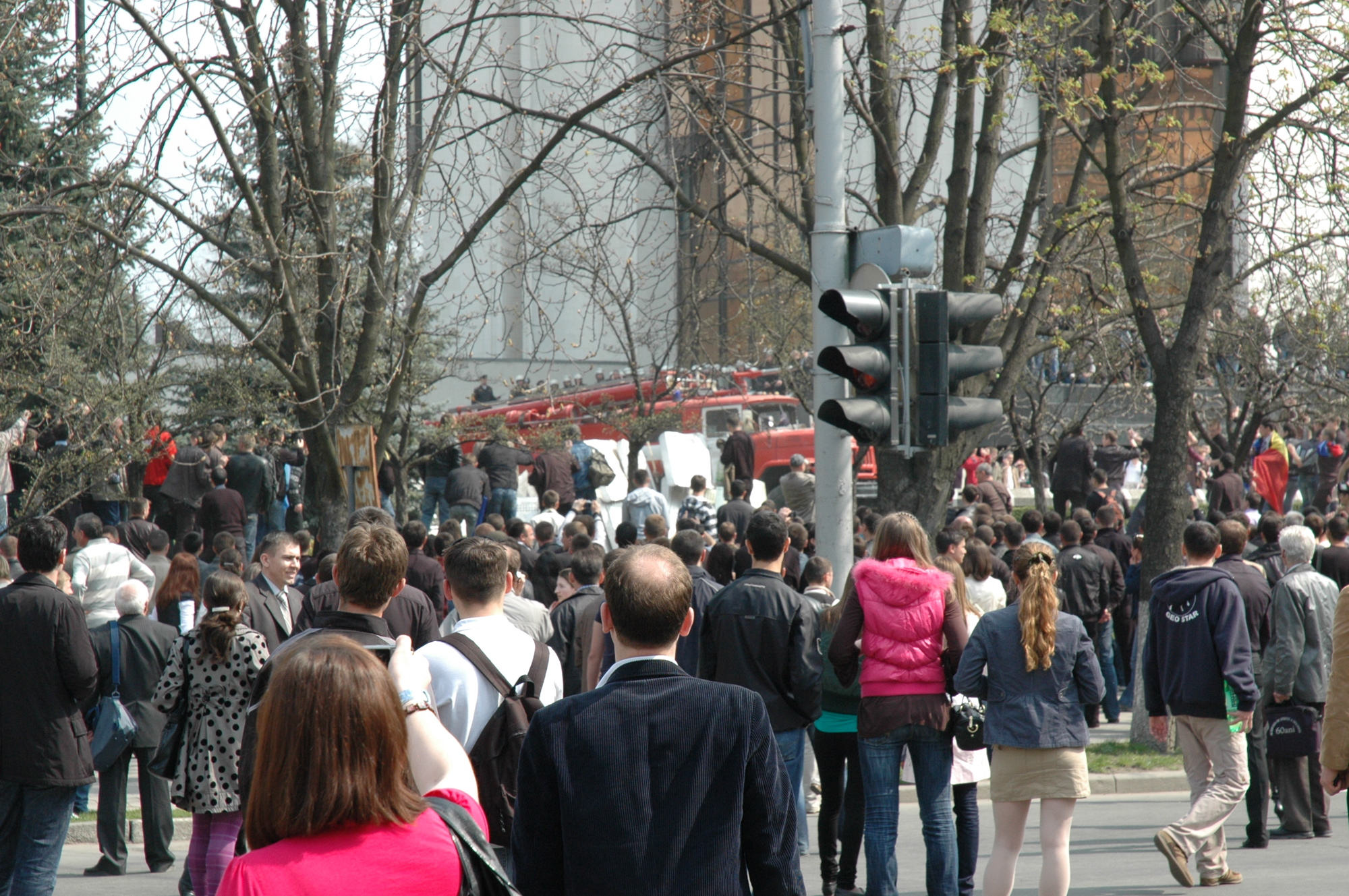
Tüntetők és rendőrök az elnöki palota előtt
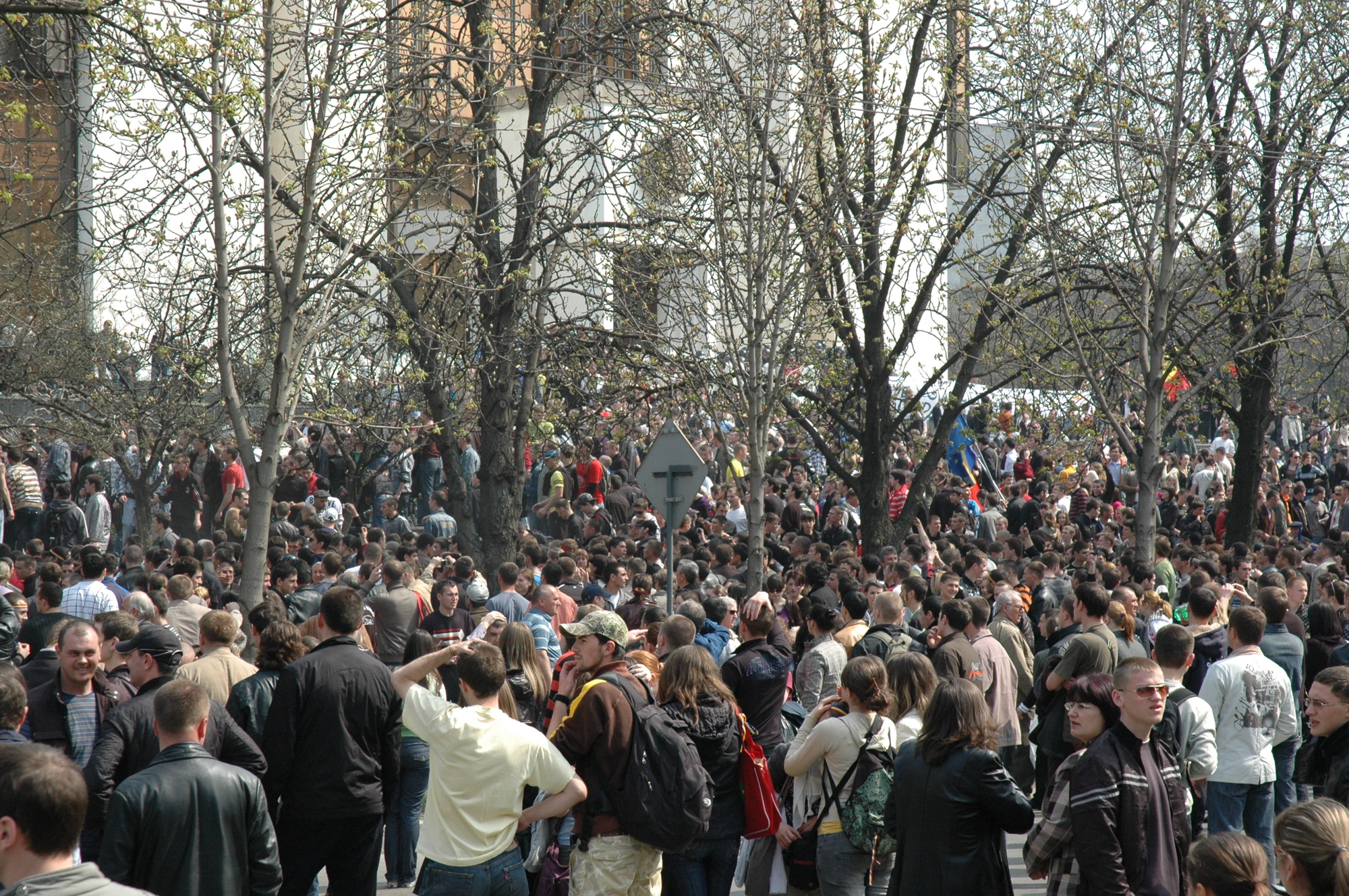
Tüntetők az elnöki palota előtt

## Fordítás
Ez a szócikk részben vagy egészben  a(z)   2009 Moldova civil unrest című angol Wikipédia-szócikk ezen változatának fordításán alapul.  Az eredeti cikk szerkesztőit annak laptörténete sorolja fel. Ez a jelzés csupán a megfogalmazás eredetét és a szerzői jogokat jelzi, nem szolgál a cikkben szereplő információk forrásmegjelöléseként.